# Allée couverte de Run-Aour
L'allée couverte de Run-Aour est une construction mégalithique située sur la commune de Penmarch, dans le département français du Finistère.

## Historique
Le monument fut découvert ruiné. En 1880, Paul du Châtellier fouille le tumulus et en dresse un plan précis. Le monument fut démonté, transporté et remonté au Musée de la Préhistoire finistérienne pour éviter sa destruction complète.

## Description
Le monument est d'une architecture peu commune. Il comprenait une chambre funéraire elliptique, aux murs montés en pierres sèches, de 3 m de large pour son plus grand diamètre, située au nord-ouest, désormais détruite. Deux longs couloirs perpendiculaires partent en angle droit depuis cette chambre, l'un en direction de l'est et l'autre en direction du sud, délimités par des orthostates en granite d'origine locale. Le couloir sud mesure 16 m de long sur 1,50 m de large. le couloir oriental mesure 12 m de long sur 2,10 m de large et 2,20 m de hauteur. Le couloir oriental comportait encore une dalle de couverture et le couloir sud trois dalles de couverture.

## Matériel archéologique
Les fouilles ont livré un important matériel archéologique composé de poteries (trois bols à base ronde, tessons de céramique type Kerugou, un fond de vase type « pot-de-fleur») et un outillage lithique : herminettes en silex, dolérite et fibrolithe, lames en silex, polissoir et percuteurs. L'ensemble est daté du Néolithique final.

## Annexe